# Jüdische Geschichte von Wittstock/Dosse
Bereits im Spätmittelalter sollen Juden zeitweilig in Wittstock/Dosse gewohnt haben. Ab der zweiten Hälfte des 18. Jahrhunderts ließen sich jüdische Familien dauerhaft in der Stadt nieder. Das Geheime Staatsarchiv Preußischer Kulturbesitz, Teil I enthält für die Jahre 1719–1726 Einträge hinsichtlich der Ablehnung des Gesuchs des Michael Israel Süßmann um Vergleitung (Anm.: rechtlich gesicherte Duldung) auf Wittstock, November 1719. — Ausstellung von fünf Blanco-Schutzbriefen für den Grafen von Spaar zur Ansetzung von Juden in der Mediatstadt Greiffenberg/Uckermark; Gesuch des Michael Israel Süßmann um Vergleitung auf Wittstock gegen Erlegung von 50 Dukaten, April, Dez. 1720. - Vergleitung des Marcus Meyer auf Wittstock, August — September 1726.
Um 1810 wurde ein jüdischer Friedhof vor dem Kyritzer Tor angelegt. Das Gelände wurde mit einer Mauer umgeben. Um die Mitte des 19. Jahrhunderts soll die jüdische Gemeinde ihren personellen Höchststand erreicht haben. Ab 1857 gab es im Zentrum der Stadt, in der St. Marienstrasse, einen Betraum. Die Wände der Haussynagoge waren mit Wandfresken ausgestaltet, mit blauen floralen Ornamenten. Diese Malereien zählen zu den letzten Zeugnissen jüdischen Lebens in Wittstock. Ende der 1920er Jahre lebten hier nur noch elf jüdische Bürger, weshalb der Betraum aufgegeben wurde. Anfang der 1930er Jahre gab es in Wittstock noch drei Geschäfte, die von Juden betrieben wurden, 1938 nur mehr eines. Nach der „Machtergreifung“ der Nationalsozialisten im Januar 1933 wurde der jüdische Friedhof geschändet. Die letzten beiden jüdischen Familien, die in Wittstock lebten, die Mendelsohn und die Rehfischs, sahen sich zur Flucht gezwungen. Sie konnten sich mittels einer Schiffsüberfahrt, die zwischen 3 und 4 Wochen dauerte, über den Sueskanal, Bombay, Colombo, Singapur und Hongkong nach Shanghai retten, dem einzigen Zufluchtsort neben den Komoren, der jüdische Flüchtlinge aufnahm. An sie erinnern seit 2014 fünf Stolpersteine in Wittstock.
1952 wurde auf dem ehemaligen Friedhofsgelände, welches eingeebnet worden war, ein Gedenkstein aufgestellt. 1958 gingen bei einem Feuer im Stadtarchiv auch zahlreiche Dokumente zur jüdischen Stadtgeschichte verloren.
Noch nicht aufgearbeitet ist die jüdische Geschichte im Dorf Rossow, welches seit 2003 einen Ortsteil der Kommune Wittstock darstellt.